# Andrej Vasil'evič Mjagkov
Andrej Vasil'evič Mjagkov (in russo Андре́й Васи́льевич Мягко́в?; Leningrado, 8 luglio 1938 – Mosca, 18 febbraio 2021) è stato un attore sovietico e russo.

## Biografia
Diplomato nel 1965 presso la scuola del Teatro d'arte di Mosca, inizialmente lavorò al Teatro Contemporaneo (Современник), per poi passare nel 1977 al Teatro d'Arte. Dopo la scissione di quest'ultimo in due teatri (1988), rimase con Oleg Efremov a recitare in quello che assunse la denominazione di Teatro d'Arte A. P. Čechov. Ha inoltre ricevuto nel 1977 il Premio di Stato dell'Unione Sovietica e nel 1986 il titolo di Artista del popolo della RSFS Russa.

## Filmografia parziale
- Equivoci di una notte di capodanno (Ирония судьбы, или С лёгким паром!), regia di Ėl'dar Rjazanov (1975)
- Služebnyj roman (Служебный роман), regia di El'dar Rjazanov (1977)
- Garaž (Гараж), regia di Ėl'dar Rjazanov (1979)
- Žestokij romans (Жестокий романс), regia di El'dar Rjazanov (1984)